# Windmotor Wirdum
De Windmotor Wirdum is een poldermolen in het Friese dorp Wirdum, dat in de gemeente Leeuwarden ligt. De molen is een kleine, maalvaardige Amerikaanse windmotor met een vlucht van 4,5 meter, van het type Record 18. De molen stond voorheen op het erf van een boer in het nabijgelegen dorp Swichum. Na een grondige restauratie die in 2005 begon, is de molen op 18 september 2009 herplaatst bij de ijsbaan van Wirdum. De molen is maalvaardig in een circuit en kan de ijsbaan van water voorzien.